# Haemaphysalis campanulata
Haemaphysalis campanulata är en fästingart som beskrevs av Warburton 1908. Haemaphysalis campanulata ingår i släktet Haemaphysalis och familjen hårda fästingar. Inga underarter finns listade i Catalogue of Life.